# يانيك ندجينغ
يانيك ندجينغ (بالفرنسية: Yannick N'Djeng)‏ (مواليد 11 مارس 1990 في ياوندي) هو لاعب كرة قدم كاميروني . يلعب كمهاجم.

## وصلات خارجية
- يانيك ندجينغ - فيفا سجل المسابقات
- يانيك ندجينغ على موقع الاتحاد الدولي (مؤرشف)  (الإنجليزية)
- يانيك ندجينغ على موقع قاعدة بيانات كرة القدم.إي يو (الإنجليزية)
- يانيك ندجينغ على موقع ناشيونال فوتبول تيمز (الإنجليزية)
- يانيك ندجينغ على موقع Soccerway.com (الإنجليزية)